# Acranthera involucrata
Acranthera involucrata är en måreväxtart som beskrevs av Theodoric Valeton. Acranthera involucrata ingår i släktet Acranthera och familjen måreväxter. Inga underarter finns listade i Catalogue of Life.